# Port morski Ustka
Port morski Ustka – port morski nad Morzem Bałtyckim, w ujściu rzeki Słupi, w mieście Ustka, w woj. pomorskim. Port obsługuje głównie statki rybackie, turystyczne i jednostki sportowe.

## Działalność
W 2006 r. obroty ładunkowe w porcie Ustka wynosiły 7,2 tys. ton, w tym 6,9 tys. ton w obrocie wewnątrzkrajowym, a 0,3 tys. ton w międzynarodowym obrocie morskim. Przeładowano 5,0 tys. ton drobnicy oraz 2,2 tys. ton ropy i przetworów naftowych.
Ruch graniczny w porcie odbywa się poprzez morskie przejście graniczne Ustka.

## Warunki nawigacyjne
Wielkość statków wchodzących do portu Ustka nie może przekraczać 80 m długości całkowitej, 12,0 m szerokości i 4,0 m zanurzenia dla wody słodkiej. Maksymalne parametry statku dla portu długość całkowita 80 m, szerokość 21,0 m zanurzenie statku przy średnim stanie dla wody słodkiej 4,0 m.

## Infrastruktura
| Nabrzeże/pirs            | Długość  |
| ------------------------ | -------- |
| nabrzeże Kołobrzeskie    | 231,0 mb |
| nabrzeża Słupskie        | 181,0 mb |
| nabrzeże Lęborskie       | 151,5 mb |
| nabrzeże Władysławowskie | 86,5 mb  |
| nabrzeże Łebskie         | 41,5 mb  |
| nabrzeże Elbląskie       | 111,0 mb |
| nabrzeże Puckie          | 55,2 mb  |
| nabrzeże Sopockie        | 98,7 mb  |
| nabrzeże Helskie         | 155,4 mb |
| nabrzeże Pilotowe        | 155,5 mb |
| nabrzeże Jachtowe        | 67 mb    |
| nabrzeże Swarzewskie     | 78 mb    |
| nabrzeże Oksywskie       | 120 mb   |
| nabrzeże Karwińskie      | 166 mb   |
| nabrzeże Kuźnickie       | 50,5 mb  |
| nabrzeże Rozewskie       | 215 mb   |
| nabrzeże Darłowskie      | 163 mb   |
| Ostroga Helska           | 100 mb   |

Kanał portowy ma powierzchnię 45 669,13 m² – od główki Ostrogi Helskiej do mostu przy ul. Dworcowej.
Obrotnica statków o średnicy 75 m i głębokości 5,5 m znajduje się pomiędzy Nabrzeżem Kołobrzeskim a Nabrzeżem Helskim i Łebskim.
W 2006 roku całkowita długość nabrzeży w porcie Ustka wynosiła 822 m, z czego 586 m to nabrzeża przeładunkowe.
Baseny portowe mają następujące powierzchnie: Basen Węglowy – 9 450 m², Basen Osadowy – 13 240 m², Basen Awanportu – 43 100 m².

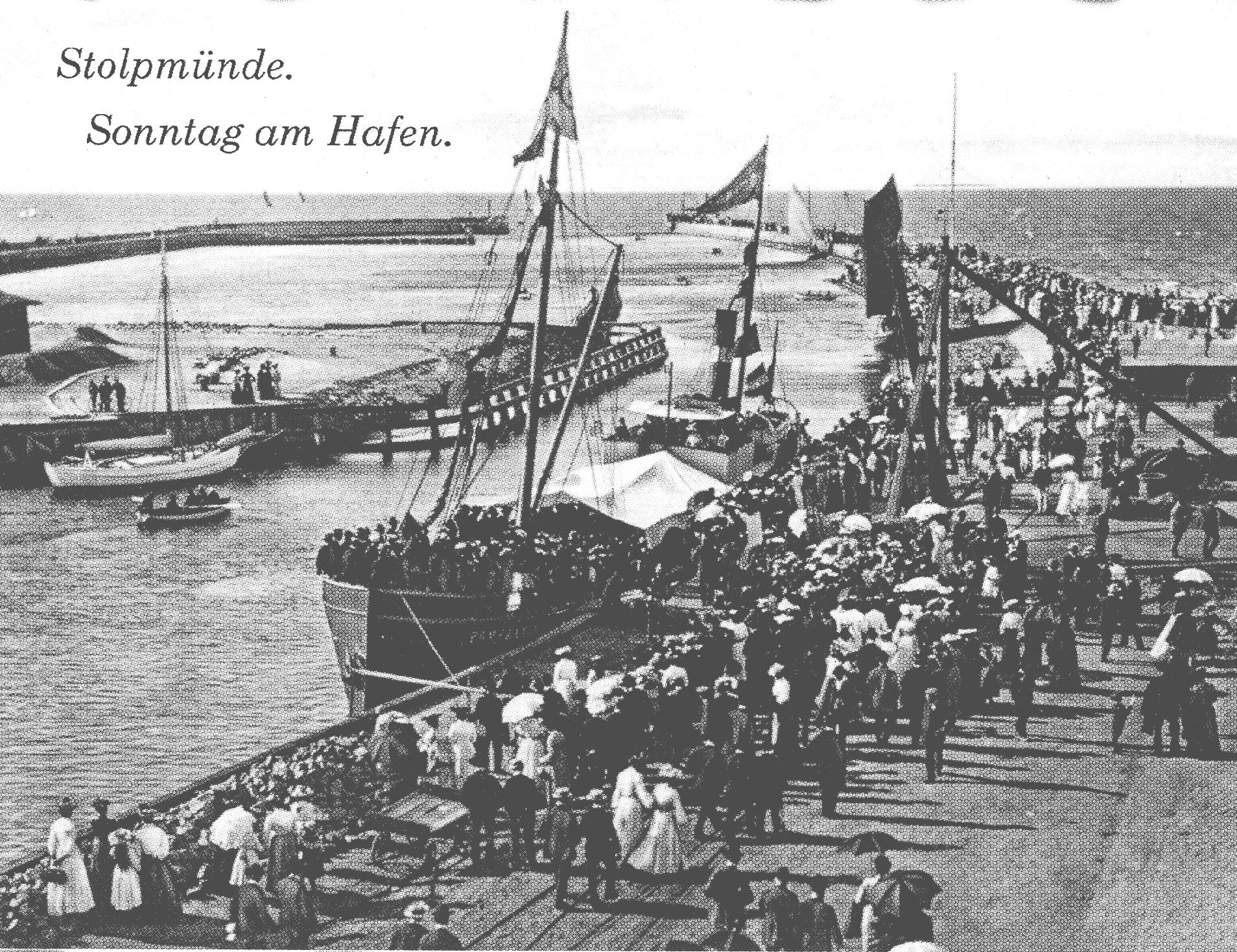
Port w 1905 roku

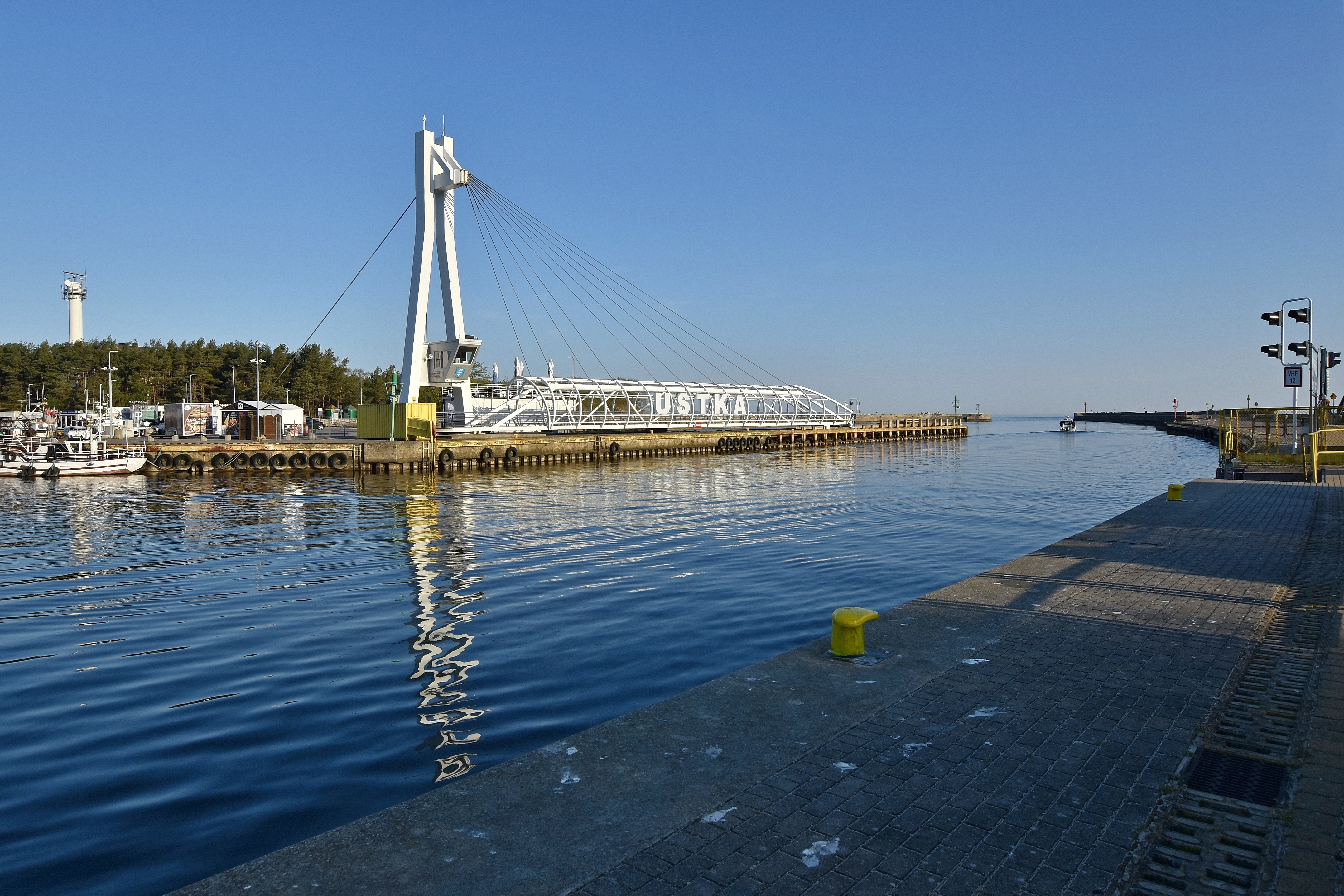
Wejście do portu

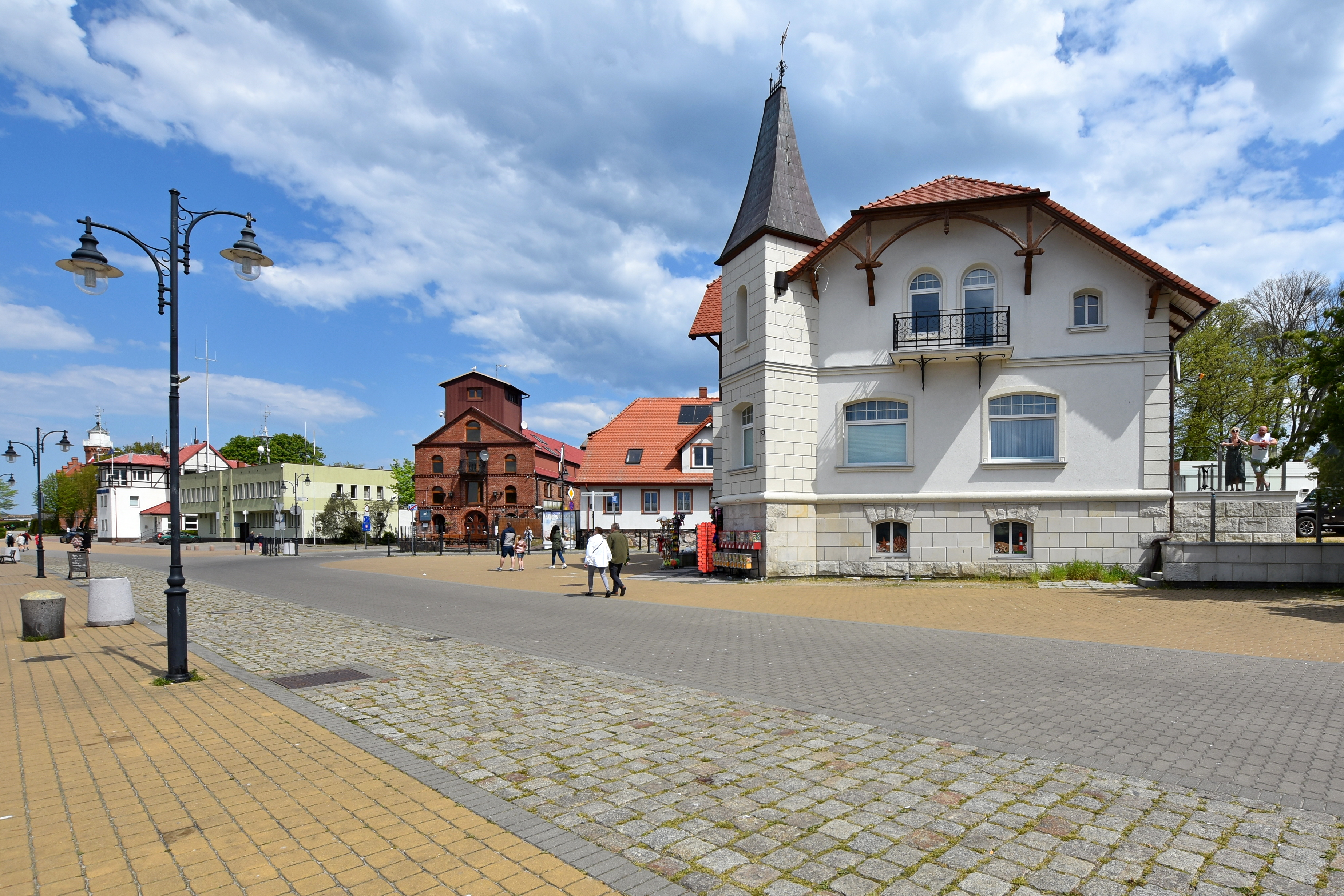
Nabrzeże wschodnie

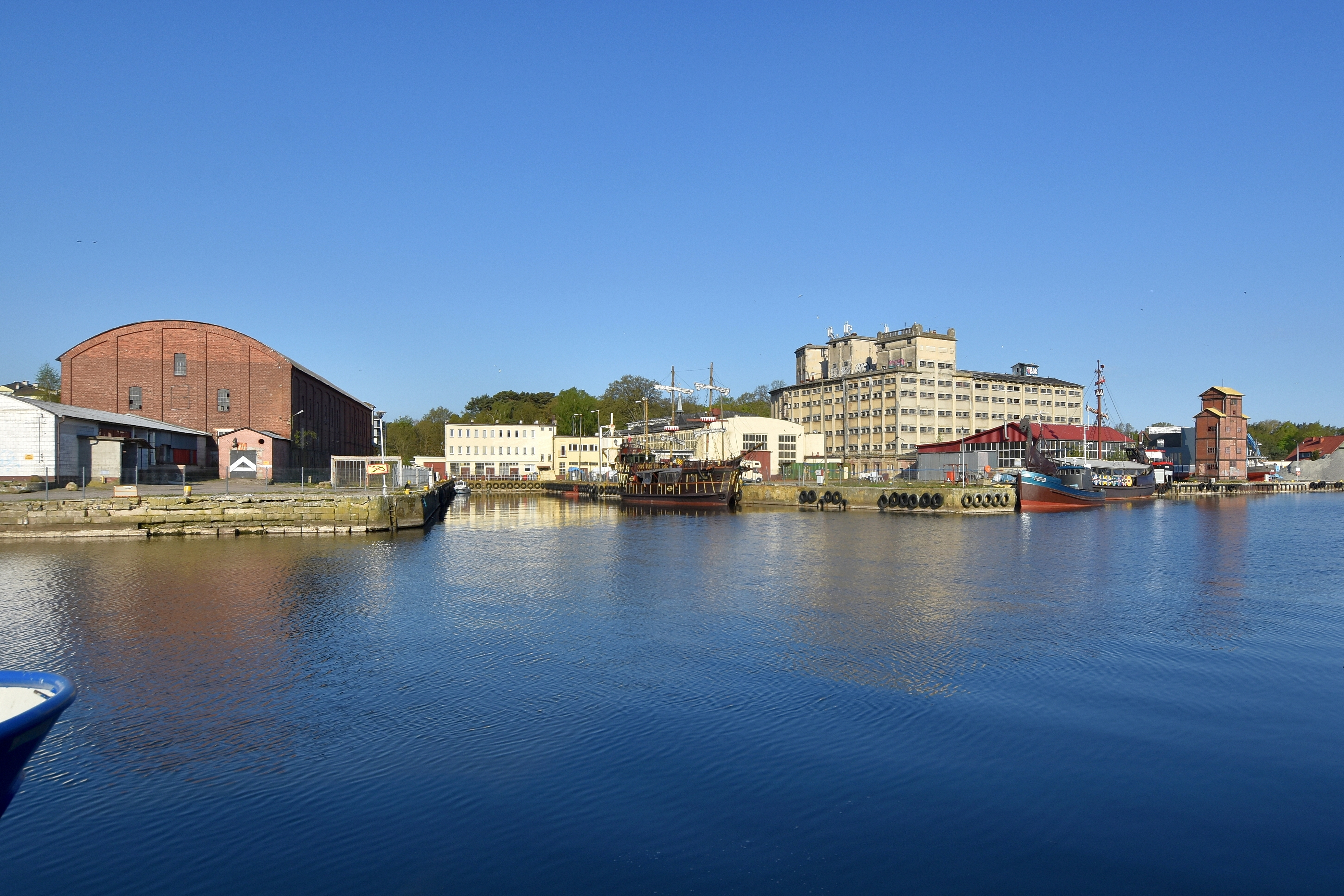
Nabrzeże zachodnie

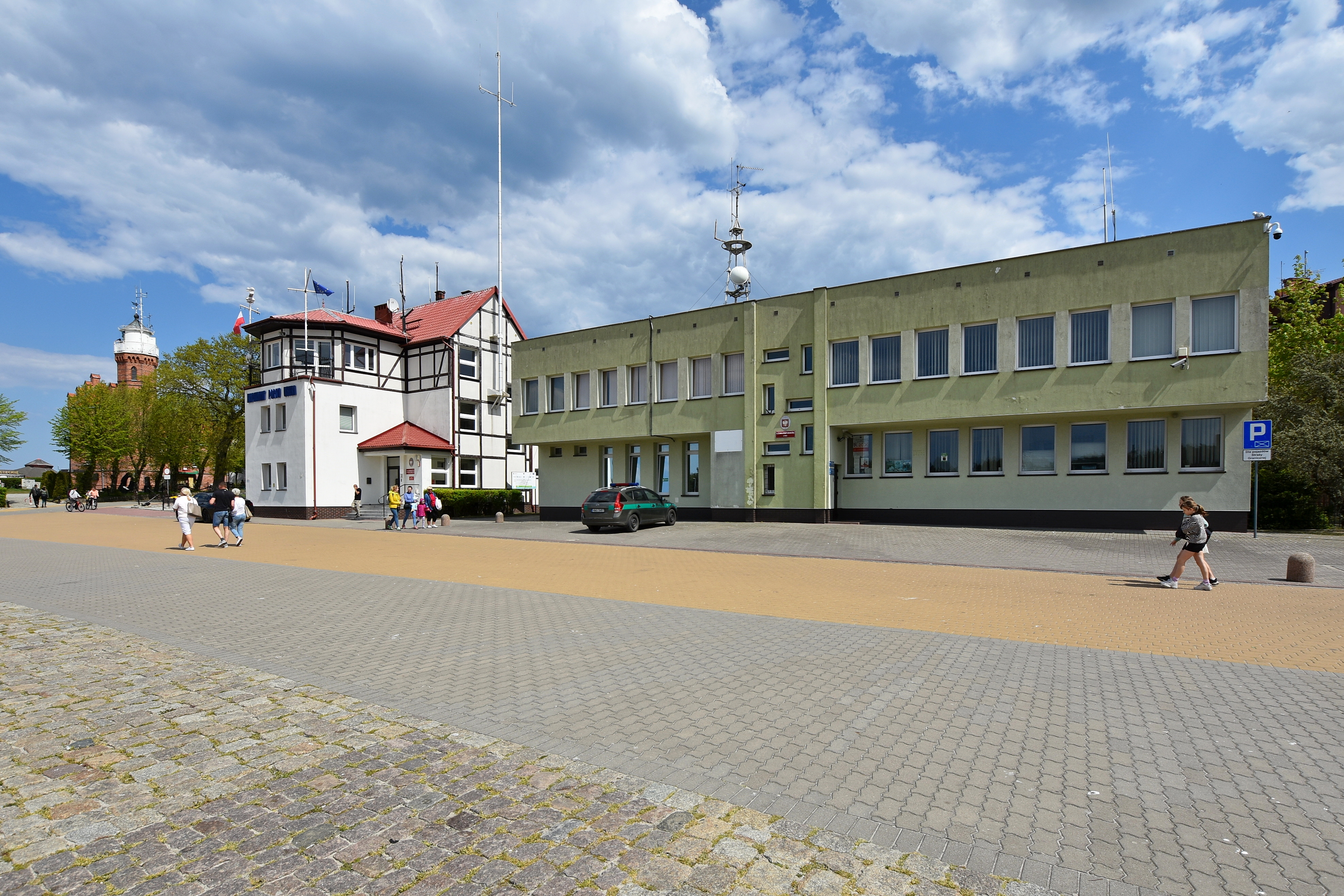
Latarnia, kapitanat, straż graniczna

Obecne granice portu zostały ustalone w 2024 roku.

## Historia portu
Historia portu sięga XIV wieku. Pierwsze falochrony zaczęto budować po 1337 roku, po podpisaniu umowy ze Święcami. Początkowo rozładunek i załadunek statków odbywał się w przystani w Słupsku, do której statki przeciągano rzeką Słupią (w tym celu wzdłuż rzeki powstały ścieżki holownicze). Ruch statków do Słupska ustał w XVI wieku, jakkolwiek nie zaprzestano na Słupi spławu, np. drewna. W kolejnych latach port był niszczony przez sztormy, a Słupskowi – jego właścicielowi – brakowało środków na naprawy. W XVIII wieku, na mocy decyzji Fryderyka Wilhelma II, nastąpiła odbudowa portu oraz rozwój przemysłu stoczniowego. Większa rozbudowa portu nastąpiła w latach 1809-1810. Falochron wschodni odbudowano i wydłużono do 53 m; wzmocniono także prawy brzeg Słupi u nasady falochronu. W latach 1818–1820 wydłużono falochron do 76 m.
22 grudnia 1831 port w Ustce przeszedł na własność państwa pruskiego, które przejęło finansowanie prac inwestycyjnych. W latach 1834–1863 pochłonęły one 600 000 marek. Drugi etap rozbudowy nastąpił w latach 1864-1903. W tym czasie port został pogłębiony; nastąpiła również budowa masywnych, odpornych na sztormy falochronów.
Pierwsza latarnia morska w porcie powstała w 1871 roku. Początkowo naftowa, wciągana na maszt przy stacji pilotów, w późniejszym okresie podlegała ciągłym modyfikacjom (np. zastosowano soczewkę Fresnela). Od 1904 latarnia emitowała białe, przerywane światło, którego źródło znajdowało się na wysokości 11,2 m.
W I połowie XX wieku port nie ulegał już zasadniczym przekształceniom, przeprowadzono jedynie drobne prace przy urządzeniach w porcie. Plany rozbudowy portu w Ustce, pomimo podjęcia pewnych robót (budowa mola), zarzucono po włączeniu Gdańska do III Rzeszy w 1939 roku. W 1961 roku Minister Żeglugi formalnie ustanowił port morski w Ustce. W latach 70. XX w. istniały niezrealizowane plany powstania w Ustce dużej stoczni, co wiązało się z koniecznością rozbudowy portu. W latach 80. i 90. XX w. dokonano wzmocnienia falochronów.
W latach 1989–1993 przy porcie funkcjonował wolny obszar celny o powierzchni 8,12 ha.